# 帰り道 (平良千春の曲)
「帰り道」（かえりみち）は、長崎萠(現:平良千春)名義の2枚目のシングル。1997年9月21日にソニーレコードから発売された。

## 概要
前作「炎と嵐」から5か月ぶりのシングル。

## 収録曲
（全作詞：森由里子、全作曲・編曲：山本健司）
1. 帰り道(4:15)
2. 遊びに行こうよ(3:50)
3. 帰り道（オリジナルカラオケ）(3:50)
4. 遊びに行こうよ（オリジナルカラオケ）(4:15)